# 2-я Рождественка
2-я Рожде́ственка — хутор в Медвенском районе Курской области России. Входит в состав Чермошнянского сельсовета.

## География
Хутор находится на юге центральной части Курской области, в пределах Среднерусской возвышенности, в лесостепной зоне, к востоку от реки Полная, на расстоянии примерно 14 км (по прямой) к северо-востоку от Медвенки, административного центра района. Абсолютная высота — 181 м над уровнем моря.

### Климат
Климат характеризуется как умеренно континентальный, с тёплым летом и умеренно холодной зимой. Среднегодовая температура воздуха — 5,5 °C. Абсолютный минимум температуры воздуха самого холодного месяца (января) составляет −37 °C; абсолютный максимум самого тёплого месяца (июля) — 35 °C. Безморозный период длится около 151 дня в году. Среднегодовое количество атмосферных осадков составляет 587 мм, из которых большая часть выпадает в тёплый период.

### Часовой пояс
Хутор 2-я Рождественка, как и вся Курская область, находится в часовой зоне МСК (московское время). Смещение применяемого времени относительно UTC составляет +3:00.

## Население
| 2002 | 2010 |
| ---- | ---- |
| 13   | ↘8   |

### Половой состав
По данным Всероссийской переписи населения 2010 года, в половой структуре населения мужчины составляли 62,5 %, женщины — соответственно 37,5 %.

### Национальный состав
Согласно результатам переписи 2002 года, в национальной структуре населения русские составляли 100 %.